# Diocèse anglican d'Ottawa
Le diocèse d'Ottawa est un diocèse de l'Église anglicane du Canada faisant partie de la province ecclésiastique de l'Ontario (en) au Canada basé à Ottawa en Ontario. Il a été fondé le 7 avril 1896.

## Liste des évêques
| # | Nom                | Dates       | Notes                                                             |
| - | ------------------ | ----------- | ----------------------------------------------------------------- |
| 1 | Charles Hamilton   | 1896-1914   | Métropolitain du Canada (1896-1914)                               |
| 2 | Charles Roper      | 1915-1939   | Métropolitain du Canada (1933-1939)                               |
| 3 | Robert Jefferson   | 1939-1954   |                                                                   |
| 4 | Ernest Reed        | 1954-1970   |                                                                   |
| 5 | William Robinson   | 1970-1981   |                                                                   |
| 6 | Edwin Lackey       | 1981-1992   | Métropolitain de l'Ontario (1991-1992)                            |
| 7 | John Baycroft (en) | 1992-1999   |                                                                   |
| 8 | Peter Coffin       | 1999-2007   | également l'évêque ordinaire des Forces armées canadiennes (2004) |
| 9 | John Chapman       | Depuis 2007 |                                                                   |

## Crédit d'auteurs
- (en) Cet article est partiellement ou en totalité issu de l’article de Wikipédia en anglais intitulé « Anglican Diocese of Ottawa » (voir la liste des auteurs).